# يويداي توبيتا
يويداي توبيتا (باليابانية: 飛田 裕大) (مواليد 15 أغسطس 1996) هو لاعب كرة قدم ياباني.

## وصلات خارجية
- يويداي توبيتا على موقع رابطة كرة القدم اليابانية للمحترفين (اليابانية)
- يويداي توبيتا على موقع Soccerway.com (الإنجليزية)
- يويداي توبيتا على موقع عالم كرة القدم.نت (الإنجليزية)